# Джоан Готчкіс
Джоан Готчкіс (21 вересня 1927 — 27 вересня 2022) — американська акторка театру, кіно та телебачення, письменниця та артистка. Постійний член Акторської студії та Гільдії драматургів, Готчкіс найвідоміша своєю роллю доктора Ненсі Каннінгем у кількох сезонах серіалу «Дивна парочка» та написанням у співавторстві з Еріком Моррісом основоположного посібника з акторської майстерності «No Acting Please» (1977), який досі використовується в коледжах і консерваторіях, а також своєю новаторською акторською грою у 1990-х роках.

## Раннє життя
Готчкіс народилася в Лос-Анджелесі 21 вересня 1927 року. Її батько, Престон, працював у сфері страхування та інвестицій, а мати Кетрін (Біксбі) походила з родини скотарів з округу Оріндж, яка перетворила Ранчо Лос-Аламітос на ферму великої рогатої худоби площею 26 000 акрів. Готчкіс виросла у Сан-Марино та навчалася у школі Вестрідж у сусідній Пасадіні. Вона навчалася в Сміт-коледжі, який закінчила зі ступенем бакалавра мистецтв у 1949 році. Через три роки вона здобула ступінь магістра з дошкільної освіти в Педагогічному коледжі Бенк-Стріт, а потім три роки викладала в дитячому садку.

## Кар'єра
У віці 26 років Готчкіс перейшла від викладацької роботи до акторства, приєднавшись до Акторської студії та вивчаючи акторську майстерність у Нью-Йорку. Вона дебютувала на Бродвеї у виставі «Порада та згода», адаптації однойменного роману. З 1950-х до 1990-х років Готчкіс виконувала різні ролі на телебаченні, в кіно та театрі (на літніх майданчиках та Бродвеї). Вона брала участь у бродвейських виставах «Це пташка…Це літак…Це Супермен» (попередні покази у Філадельфії) та «Напиши мені, вбивцю». На початку 1960-х років вона приєдналася до акторського складу мильної опери «Таємничий шторм», в якій виконувала роль Майри протягом кількох років. У 1967 році вона повернулася до Лос-Анджелеса та постійно працювала на телебаченні протягом 1970-х років. Зокрема, Готчкіс зіграла роль доктора Ненсі Каннінгем, колишньої дівчини Оскара Медісона в телевізійній версії «Дивної пари» й Еллен у серіалі «Мій світ і ласкаво просимо до нього», який отримав премію «Еммі».

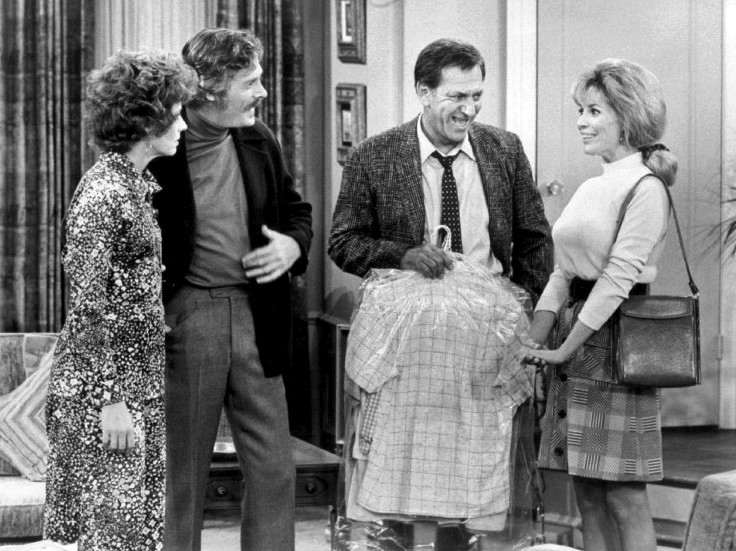
Сцена з фільму «Дивна парочка» з (зліва): Готчкіс та іншими акторами Фредом Бейром, Джеком Клагменом і Дженіс Гансен.

Готчкіс також часто з'являлася як гість у телепроєктах, як-от «Зачаровані», «St. Elsewhere», «Лу Грант», «Ангели Чарлі», «Меннікс», «Маркус Велбі», «Барнабі Джонс» й інші. На великому екрані вона зіграла роль мами Гартлі в художньому фільмі «Ода Біллі Джо» (1976).
Готчкіс зарекомендувала себе як авторка у 70-х роках: вона написала моноп'єсу «Спадщина», в центрі сюжету — домогосподарка з вищого класу, яка переживає психічний та емоційний зрив. Ерік Морріс поставив п'єсу на сцені; режисер Карен Артур побачила її та звернулася до Готчкіс з пропозицією зняти кіноверсію, де Артур стане режисером, а Готчкіс — сценаристом, продюсером і виконає роль. Кінофільм «Спадок» (1975) отримав на Тегеранському кінофестивалі нагороду «Найкращий новачок».
На початку 1980-х Готчкіс повернулася на сцену, виступаючи протягом кількох років у регіональних театрах, як-от Орегонський шекспірівський театр і Репертуарний театр Мілвокі. Згодом вона зіграла головну роль у «Скляному звіринці» в Театральному центрі Лос-Анджелеса та іноді виконувала телевізійні ролі.

### Tearsheets Productions
З кінця 1980-х років Готчкіс знову почала писати. Вона заснувала Tearsheets Productions у Санта-Моніці та написала, продюсувала та виконала ролі у двох сольних п'єсах. З першою, «Tearsheets: Rude Tales from the Ranch», вона гастролювала у США на початку 1990-х та побувала за кордоном на Единбурзькому міжнародному фестивалі «Fringe», де отримала нагороду. Її другою сольною роботою стала «Elements of Flesh: Or Screwing Saved My Ass» (1996) про старіння та сексуальність.

## Особисте життя
Готчкіс вийшла заміж за Роберта Фостера у червні 1958 року. Вони познайомилися під час знімання рекламного ролика. У них народилася одна дитина, Пола. Вони розлучилися у 1967 році. Готчкіс повернулася до Лос-Анджелеса з Полою. Зацікавленість Готчкіс психологією протягом усього життя привела її до того, що вона зрештою стала парапрофесіоналом із навчання подолання агресії в Інституті групової психотерапії (під наставництвом Джорджа Баха).
Готчкіс померла 27 вересня 2022 року в Лос-Анджелесі. Їй було 95 років, і перед смертю вона страждала на застійну серцеву недостатність.

## Фільмографія
| рік  | Назва         | Роль               |
| ---- | ------------- | ------------------ |
| 1971 | Пізня Ліз     | Саллі Пірсон       |
| 1973 | Брізі         | Пола Гармон        |
| 1975 | Спадщина      | Біссі Гепгуд       |
| 1976 | Ода Біллі Джо | Анна «Мама» Гартлі |
| 1979 | Старі хлопці  | Памела Шоу         |
| 1984 | Остання гра   | Мати Корі          |